# ايلون فرانسيس
ايلون فرانسيس بوكس ( بالإنجليزية : Waylon Francis Box ) لاعب كرة قدم كوستاريكي، يلعب بنادي كولومبوس كرو بالولايات المتحدة الأمريكية، كما يلعب في منتخب كوستاريكا لكرة القدم المشارك في بطولة كأس العالم 2014 المقامة في البرازيل .

## روابط خارجية
- ايلون فرانسيس على موقع الاتحاد الدولي (مؤرشف)  (الإنجليزية)
- ايلون فرانسيس على موقع الدوري الأمريكي (الإنجليزية)
- ايلون فرانسيس على موقع قاعدة بيانات كرة القدم.إي يو (الإنجليزية)
- ايلون فرانسيس على موقع ناشيونال فوتبول تيمز (الإنجليزية)
- ايلون فرانسيس على موقع Soccerbase.com (لاعب) (الإنجليزية)
- ايلون فرانسيس على موقع Soccerway.com (الإنجليزية)
- ايلون فرانسيس على موقع عالم كرة القدم.نت (الإنجليزية)
- ايلون فرانسيس على موقع كووورة
- ايلون فرانسيس على موقع AS.com (الإسبانية)